# 문경새재 나들목
문경새재 나들목(Mungyeongsaejae IC)은 경상북도 문경시 마성면 모곡리와 남호리에 걸쳐 있는 중부내륙고속도로의 19번 교차로이다. 나들목 진출입로는 문경읍 마원리와 접하고 있다.
마성면, 문경읍내로 진출할 수 있으며, 인근에 문경새재 도립공원이 있다. 2024년 12월에는 나들목 북동쪽의 문경읍 마원리에 중부내륙선 문경역이 신축됐다.
이 나들목 이후로 중부내륙고속도로는 충청북도와 경상북도를 잇는 고개 중 하나인 이화령을 터널로 지나 충청북도 괴산군 연풍면으로 진입하는데, 터널명은 문경새재 터널이다.
조령(鳥嶺)의 순 한국어 표현인 '새재'와 시의 명칭인 문경의 합성으로 이루어진 말로, '새재'가 순한글 명칭이라 나들목 명칭에 한자가 없다.

## 구조물 정보
- 위치: 경상북도 문경시 마성면 모곡리, 남호리
- 영업소: 경상북도 문경시 마성면 중부내륙고속도로 180

## 접속하는 도로
- 문경대로 (국도 제3호선, 국도 제34호선)
- 간접 연결 : 지방도 제901호선 (새재로, 모곡 교차로 이용)

## 교통량 정보
| 요금소            | 통행량 (대/일) | 통행량 (대/일) | 통행량 (대/일) | 통행량 (대/일) | 통행량 (대/일) | 통행량 (대/일) | 통행량 (대/일) | 통행량 (대/일) | 통행량 (대/일) | 통행량 (대/일) | 각주  |
| 요금소            | 2001년         | 2002년         | 2003년         | 2004년         | 2005년         | 2006년         | 2007년         | 2008년         | 2009년         | 2010년         | 각주  |
| ----------------- | -------------- | -------------- | -------------- | -------------- | -------------- | -------------- | -------------- | -------------- | -------------- | -------------- | ----- |
| 문경새재 (폐쇄식) | 미개통         | 미개통         | 미개통         | 2,031          | 2,038          | 2,022          | 1,839          | 1,828          | 1,791          | 1,797          | [ 1 ] |
| 요금소            | 2011년         | 2012년         | 2013년         | 2014년         | 2015년         | 2016년         | 2017년         | 2018년         | 2019년         |                | [ 1 ] |
| 문경새재 (폐쇄식) | 1,757          | 1,709          | 1,789          | 1,882          | 1,900          | 1,813          | 1,942          | 2,059          | 2,197          |                | [ 1 ] |